# Theodor Hirsch
Theodor Simon Joseph Hirsch (ur. 17 grudnia 1806 w Starych Szkotach koło Gdańska, zm. 17 lutego 1881 w Greifswaldzie) – niemiecki historyk i archiwariusz.

## Życiorys
Jego ojciec kierował jedną z gdańskich kolektur loteryjnych. Sam Theodor kształcił się najpierw w gdańskiej szkole św. Barbary (jako uczeń Löschina), a następnie w Gimnazjum Akademickim w Gdańsku, po czym studiował historię i teologię w Berlinie. Tam zrobił obronił pracę doktorską.
W 1833 powrócił do Gdańska i został wykładowcą Gimnazjum Akademickiego.
Jest autorem wielu prac dotyczących historii średniowiecza np. klasztoru w Żukowie, wydawcą źródeł do dziejów Pomorza i Gdańska oraz pięciu tomów Scriptores Rerum Prussicarum. Jest także autorem między innymi monografii Kościoła Mariackiego w Gdańsku oraz opactwa cystersów w Oliwie.
W latach 1850–1865 lat pełnił funkcję archiwariusza miejskiego. W 1865 został profesorem historii i dyrektorem biblioteki uniwersytetu w Greifswaldzie, gdzie pracował do śmierci. 